# Campeonato Paraense 1998
In 1998 werd het 86ste Campeonato Paraense gespeeld voor voetbalclubs uit de Braziliaanse staat Pará. De competitie werd georganiseerd door de Federação Paraense de Futebol en werd gespeeld van 27 februari tot eind mei. Er werden twee toernooien gespeeld, omdat Paysandu beide won was er geen finale om de titel meer nodig.

## Eerste toernooi

### Eerste fase

#### Groep A
| Plaats | Club         | Wed. | W | G | V | Saldo | Ptn. |
| ------ | ------------ | ---- | - | - | - | ----- | ---- |
| 1.     | Remo         | 5    | 3 | 1 | 1 | 5:2   | 10   |
| 2.     | Tuna Luso    | 5    | 2 | 2 | 1 | 9:6   | 8    |
| 3.     | São Raimundo | 5    | 1 | 3 | 1 | 8:8   | 6    |
| 4.     | Castanhal    | 5    | 1 | 2 | 2 | 5:5   | 5    |
| 5.     | Bragantino   | 5    | 0 | 0 | 5 | 4:9   | 0    |

|  | Geplaatst voor tweede fase |

#### Groep B
| Plaats | Club          | Wed. | W | G | V | Saldo | Ptn. |
| ------ | ------------- | ---- | - | - | - | ----- | ---- |
| 1.     | Paysandu      | 5    | 4 | 1 | 0 | 7:2   | 13   |
| 2.     | São Francisco | 5    | 2 | 2 | 1 | 7:6   | 8    |
| 3.     | Vênus         | 5    | 2 | 1 | 2 | 4:6   | 7    |
| 4.     | Santa Rosa    | 5    | 1 | 2 | 2 | 5:6   | 5    |
| 5.     | Sport Belém   | 5    | 1 | 2 | 2 | 7:11  | 5    |

|  | Geplaatst voor tweede fase |

### Tweede fase
In geval van gelijkstand gaat de club met de beste notering in de eerste fase door.
| Team #1       | Tot.  | Team #2   | 1ste wed | 2de wed |
| ------------- | ----- | --------- | -------- | ------- |
| São Raimundo  | 1 - 1 | Paysandu  | 1 - 1    | 0 - 0   |
| Vênus         | 0 - 0 | Remo      | 0 - 0    | 0 - 0   |
| São Francisco | 2 - 2 | Tuna Luso | 1 - 1    | 1 - 1   |

### Derde fase
| Plaats | Club      | Wed. | W | G | V | Saldo | Ptn. |
| ------ | --------- | ---- | - | - | - | ----- | ---- |
| 1.     | Paysandu  | 2    | 1 | 1 | 0 | 3:0   | 4    |
| 2.     | Remo      | 2    | 0 | 2 | 0 | 0:0   | 2    |
| 3.     | Tuna Luso | 2    | 0 | 1 | 1 | 0:3   | 1    |

|  | Winnaar |

## Tweede toernooi

### Eerste fase

#### Groep A
| Plaats | Club         | Wed. | W | G | V | Saldo | Ptn. |
| ------ | ------------ | ---- | - | - | - | ----- | ---- |
| 1.     | Remo         | 4    | 3 | 0 | 1 | 7:4   | 9    |
| 2.     | Bragantino   | 4    | 2 | 1 | 1 | 6:7   | 7    |
| 3.     | São Raimundo | 4    | 2 | 0 | 2 | 5:6   | 6    |
| 4.     | Castanhal    | 4    | 1 | 1 | 2 | 5:5   | 4    |
| 5.     | Tuna Luso    | 4    | 0 | 2 | 2 | 2:4   | 2    |

|  | Geplaatst voor tweede fase, krijgt daar één bonuspunt |
|  | Geplaatst voor tweede fase                            |

#### Groep B
| Plaats | Club          | Wed. | W | G | V | Saldo | Ptn. |
| ------ | ------------- | ---- | - | - | - | ----- | ---- |
| 1.     | Paysandu      | 4    | 4 | 0 | 0 | 11:2  | 12   |
| 2.     | Vênus         | 4    | 2 | 1 | 1 | 6:5   | 7    |
| 3.     | Santa Rosa    | 4    | 1 | 1 | 2 | 6:9   | 4    |
| 4.     | Sport Belém   | 4    | 1 | 0 | 3 | 5:7   | 3    |
| 5.     | São Francisco | 4    | 1 | 0 | 3 | 4:9   | 3    |

|  | Geplaatst voor tweede fase, krijgt daar één bonuspunt |
|  | Geplaatst voor tweede fase                            |

### Tweede fase
De clubs spelen elk drie keer tegen elkaar, Remo en Paysandu hadden één bonuspunt uit de eerste fase. 

#### Groep C
| Plaats | Club       | Wed. | W | G | V | Saldo | Ptn. |
| ------ | ---------- | ---- | - | - | - | ----- | ---- |
| 1.     | Remo       | 3    | 2 | 0 | 1 | 5:2   | 7    |
| 2.     | Santa Rosa | 3    | 1 | 0 | 2 | 2:5   | 3    |

|  | Geplaatst voor derde fase |

#### Groep D
| Plaats | Club       | Wed. | W | G | V | Saldo | Ptn. |
| ------ | ---------- | ---- | - | - | - | ----- | ---- |
| 1.     | Bragantino | 3    | 2 | 1 | 0 | 4:2   | 7    |
| 2.     | Vênus      | 3    | 0 | 1 | 2 | 2:4   | 1    |

|  | Geplaatst voor derde fase |

#### Groep E
| Plaats | Club         | Wed. | W | G | V | Saldo | Ptn. |
| ------ | ------------ | ---- | - | - | - | ----- | ---- |
| 1.     | Paysandu     | 3    | 0 | 3 | 0 | 3:3   | 4    |
| 2.     | São Raimundo | 3    | 0 | 3 | 0 | 3:3   | 3    |

|  | Geplaatst voor derde fase |

### Derde fase
| Plaats | Club       | Wed. | W | G | V | Saldo | Ptn. |
| ------ | ---------- | ---- | - | - | - | ----- | ---- |
| 1.     | Paysandu   | 2    | 1 | 1 | 0 | 7:1   | 4    |
| 2.     | Remo       | 2    | 1 | 1 | 0 | 3:1   | 4    |
| 3.     | Bragantino | 2    | 0 | 0 | 2 | 0:8   | 0    |

|  | Winnaar |

#### Finale
|        |          |       |      |  |
| Finale | Paysandu | 3 – 1 | Remo |  |
| Finale |          |       |      |  |

## Kampioen
| Campeonato Paraense de 1998   |
| Pará                          |
| ----------------------------- |
| PAYSANDU Kampioen (37° titel) |